# Joanne Conway
Pour les articles homonymes, voir Conway.
Joanne Conway, née le 11 mars 1971 à Wallsend en Angleterre, est une patineuse artistique britannique. Sextuple championne de Grande-Bretagne, elle a représenté son pays aux Jeux de 1988 et aux Jeux de 1992.

## Biographie

### Carrière sportive
Joanne Conway a dominé le patinage féminin britannique de 1986 à 1992 en remportant six fois le titre national. Elle gagne son premier titre à l'âge de 14 ans et n'est battue qu'une seule fois en 1990 par Emma Murdoch.
Elle a fait ses débuts dans les championnats majeurs lors des championnats européens de 1986 à Copenhague. Elle a participé à cinq championnats d'Europe, quatre championnats du monde et deux olympiades. Elle a obtenu ses meilleurs résultats en 1991 avec 4e place européenne à Sofia et une 7e place mondiale à Munich. Aux Jeux olympiques d'hiver, elle a pris la 12e place à Calgary et la 18e place à Albertville.
Joanne Conway quitte le patinage amateur après son ultime compétition. C'était en mars 1992 aux championnats du monde à Oakland où elle s'est classée 14e.

### Reconversion
Joanne Conway devient ensuite patineuse professionnelle et se produit régulièrement dans le "Hot Ice Show" dans le parc d'attraction Pleasure Beach Blackpool en Angleterre.
En 2005, elle est devenue entraîneur, et a déménagé en Espagne en 2008 avec son mari John Dunn où elle continue d'être entraîneur.

## Palmarès
| Compétitions principales        | 1986    | 1987    | 1988    | 1989    | 1990    | 1991    | 1992    |  |  |  |  |  |  |  |
| Jeux olympiques d'hiver         |         |         | 12e     |         |         |         | 18e     |  |  |  |  |  |  |  |
| Championnats du monde           |         | 10e     | 10e     |         |         | 7e      | 14e     |  |  |  |  |  |  |  |
| Championnats d’Europe           | 11e     |         | 10e     | 6e      |         | 4e      | 9e      |  |  |  |  |  |  |  |
| Championnats de Grande-Bretagne | 1re     | 1re     | 1re     | 1re     | 2e      | 1re     | 1re     |  |  |  |  |  |  |  |
|                                 |         |         |         |         |         |         |         |  |  |  |  |  |  |  |
| Autres compétitions             | 1985/86 | 1986/87 | 1987/88 | 1988/89 | 1989/90 | 1990/91 | 1991/92 |  |  |  |  |  |  |  |
| Skate America                   |         |         |         | 7e      |         |         |         |  |  |  |  |  |  |  |
| Skate Canada                    |         | 3e      | 3e      |         |         |         |         |  |  |  |  |  |  |  |
| Moscou Skate                    |         | 4e      |         |         |         |         |         |  |  |  |  |  |  |  |
|                                 |         |         |         |         |         |         |         |  |  |  |  |  |  |  |